# Polizei (Zypern)
Die Polizei Zyperns (griechisch Αστυνομία Κύπρου Astynomia Kyprou, türkisch Kıbrıs Polisi), auch Zyprische Polizei, ist seit dem Jahre 1993 die nationale Polizeibehörde der Republik Zypern und untersteht dem Ministerium der Justiz und öffentlichen Ordnung. Zu ihren Aufgaben gehören die Aufrechterhaltung von Recht und Ordnung, die Prävention und Aufdeckung von Straftaten, die Verfolgung und Festnahme von Straftätern sowie die Zuführung selbiger an die Justizorgane.

## Geschichte
Die Geschichte polizeilicher Strafverfolgung auf Zypern beginnt de facto im Jahr 1879 mit Erlass des ersten Polizeigesetzes durch die Britische Kolonialregierung, welche berittene Polizeikräfte zum Einsatz bringt; auch bekannt unter der Bezeichnung Militärpolizei Zyperns (Cypris Military Police – CMP). Mit Erlangung der Unabhängigkeit und Gründung der Republik Zypern erfolgte die Formierung eigenständiger nationaler Polizeikräfte.
Im Rahmen der ersten Verfassung 1960 wurde die Ordnungspolizei für den urbanen Raum sowie die Gendarmerie im ländlichen Raum aufgestellt.

## Kennzeichnungspflicht
Siehe auch
Für die Polizei Zyperns verpflichtet das Polizeirecht alle Polizisten zum Tragen eines Etiketts mit ihrem vollen Namen und einer Identifikationsnummer.